# У путь
«У пу́ть» — вірш Лесі Українки.
Вперше надруковано у збірці «На крилах пісень», 1893, стор. 44 — 45, поміщене також у київському виданні збірки.
Автограф — ІЛІШ, ф. 2, № 747, стор. 60 — 61.
Датується орієнтовно 1891 р.
На здогад М.О. Мороза, вірш треба датувати десь 18 (30) січня 1891 р. коли Леся Українка з матір’ю виїхали до Відня де їй робитимуть операцію хворої ноги, і відчувала занепокоєння:
Я, може, навіки іду в чужий край…
В далекій чужині
Я сил наберусь
Служити країні
Або – не вернусь…